# Sobór Trójcy Świętej w Djakowicy
Sobór Trójcy Świętej – nieistniejąca cerkiew w Djakowicy.
Sobór w Djakowicy był drugą świątynią Serbskiego Kościoła Prawosławnego na swoim miejscu. W 1940 w Djakowicy powstała cerkiew-pomnik upamiętniająca serbskich żołnierzy poległych w czasie wojen bałkańskich oraz I wojny światowej. Obiekt ten został zniszczony w 1949. Na jego fundamentach w 1999 wzniesiono nowy sobór według projektu Ljubisy i Radomira Foliciów. Jeszcze w tym samym roku świątynia została sprofanowana, następnie podpalona i wysadzona w powietrze. Zniszczenia z czerwca 1999 przetrwały jedynie dwie wieże-dzwonnice obiektu. Zostały one zrównane z ziemią w czasie zamieszek w Kosowie w 2004. Według oficjalnej informacji podanej przez UNMIK i KFOR z 18 marca w niszczeniu resztek obiektu uczestniczyło 5 tys. kosowskich Albańczyków.
Sobór w Djakowicy naśladował architekturę głównej cerkwi monasteru Świętych Archaniołów w Prizrenie, nawiązywał również do sakralnej architektury serbskiej XIV w. oraz do świątyń wczesnochrześcijańskich. Był nakryty pięcioma kopułami, z największą umieszczoną w centralnej części budynku i czterema mniejszymi w narożnikach obiektu.